# Ani
Ani (en armenio: Անի en griego: Aνιον en latín: Abnicum; georgiano: ანისი; turco: Ani) es una ciudad medieval armenia en ruinas, ubicada en la actual Turquía, en la provincia de Kars, 48 km al este de la capital Kars, y lindando con el río Akhurian, que actualmente forma la frontera turco-armenia. 
Protegida al este por el río y por el valle de Bostanlar al oeste, la ciudad ocupaba una situación estratégica. A fines del siglo x, se convirtió en la capital de la Armenia bagrátida, reino que cubría la mayor parte de la actual Armenia y Turquía. En su época de máximo esplendor, tenía algo más de  100 000 habitantes, y rivalizaba en importancia con Bagdad, El Cairo o Constantinopla. Se la llamaba «la ciudad de las 1001 iglesias» por su gran cantidad de edificios religiosos, todas sus construcciones se encontraban entre las estructuras técnica y artísticamente más avanzadas de la época.
Los selyúcidas se la arrebataron al Imperio bizantino en el año 1064. Tras la Batalla de Manzikert, en 1071, la soberanía turca fue reforzada hasta la invasión por parte de los mongoles en 1236. En 1319 fue devastada por un terremoto después de lo cual se redujo a un pueblo y poco a poco fue abandonada y olvidada en gran parte en el siglo xvii.
En julio de 2016, fue declarada patrimonio de la Humanidad de la Unesco.

## Etimología
Los cronistas armenios Yeghishe y Ghazar Parpetsi fueron los primeros en mencionar la existencia de Ani en el siglo v. La describieron como una potente fortaleza construida en lo alto de una colina, perteneciente a la dinastía armenia de los Kamsarakan. La ciudad tomó su nombre de la ciudad fortaleza y centro pagano de Ani-Kamakh, localizada en la región de Daranaghi en la Armenia Superior. Anteriormente se la conocía como Khnamk (Խնամք), pero los historiadores no saben por qué fue llamada así. Johann Heinrich Hübschmann, filólogo alemán que estudió la lengua armenia, sugiere que la palabra podría venir del verbo armenio «khnamel» (խնամել), que significa «tomar cuidado de».

## Localización
La ciudad está situada en un solar triangular, naturalmente en defensiva, protegida por su lado oriental de la quebrada del río Akhurian y en su lado occidental del valle Bostanlar o Tzaghkotzadzor. El Akhurian es un afluente del río Aras y forma parte de la actual frontera entre Turquía y Armenia. El sitio se encuentra a una altitud de alrededor de 1340 metros sobre nivel del mar.

## Historia

### Capital del reino de la Armenia bagrátida

Bandera de la dinastía Bagratuni, basada en un relieve de un león situado en una de las puertas de la ciudad armenia de Ani medieval

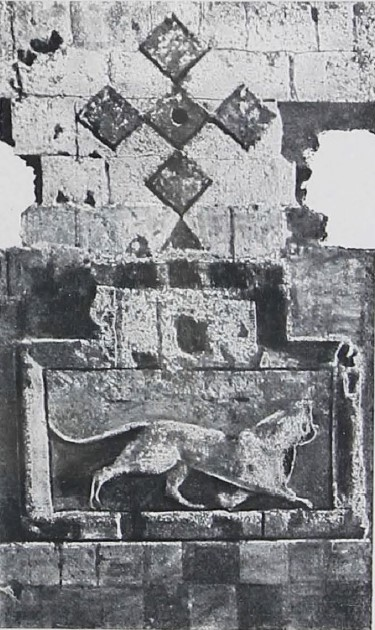
Relieve del león encontrado en Ani, restaurado

A comienzos del siglo ix, los antiguos territorios de los Kamsarakans en Arsharunik y Shirak (incluida Ani) fueron incorporados a los dominios de la dinastía Bagratuni.[cita requerida]
La dinastía Bagratuni estableció su primera capital en Bagaran, a unos 40 km al sur de Ani, luego en Shirakavan, alrededor de 25 km al noreste de Ani, y finalmente en Kars, en 929. En el año 961, el rey Ashot III trasladó la capital de Kars a Ani. La ciudad se expandió rápidamente durante el reinado de Sembat II Tierezakal. La catedral, obra del arquitecto Trdat, fue construida entre 989 y 1001. En 992, los patriarcas católicos armenios trasladaron su sede a Ani. A principios del siglo xi, Ani tenía más de 100 000 habitantes y era conocida como «La ciudad de las cuarenta puertas» y «La ciudad de las mil y una iglesias». Ani también se convirtió en el mausoleo real de los bagratidas.
Ani alcanzó la cima de su esplendor durante el largo reinado de Gagik I. Después de su muerte, sus dos hijos pelearon por la sucesión. El mayor, Hovhannes Smbat, obtuvo el control de Ani y su hermano menor, Ashot IV, controló otras partes del reino de los bagrátidas. Hovhannes Smbat, por temor a que el imperio bizantino atacara su ya debilitado reino, nombró como heredero al emperador Basilio II.
Tras la muerte de Hovhannes Smbat en 1041, el sucesor de Basilio, Miguel IV, reclamó la soberanía sobre Ani. Pero el nuevo rey de Ani, Gagik II, se opuso a la voluntad de su antecesor y varios ejércitos bizantinos enviados a conquistar la ciudad fueron rechazados. Sin embargo, en 1045, tras la captura de Ashot y por instigación de los partidarios probizantinos existentes entre su población, Ani se rindió. Un gobernador bizantino se instaló entonces en la ciudad.

### Centro cultural y económico
Ani no se encontraba sobre rutas comerciales anteriormente importantes pero, debido a su tamaño, poder y riqueza, se convirtió en un importante centro de comercio. Sus principales socios fueron los imperios bizantino y persa, los árabes y las naciones más pequeñas del sur de Rusia y Asia Central.

### Disminución gradual y abandono

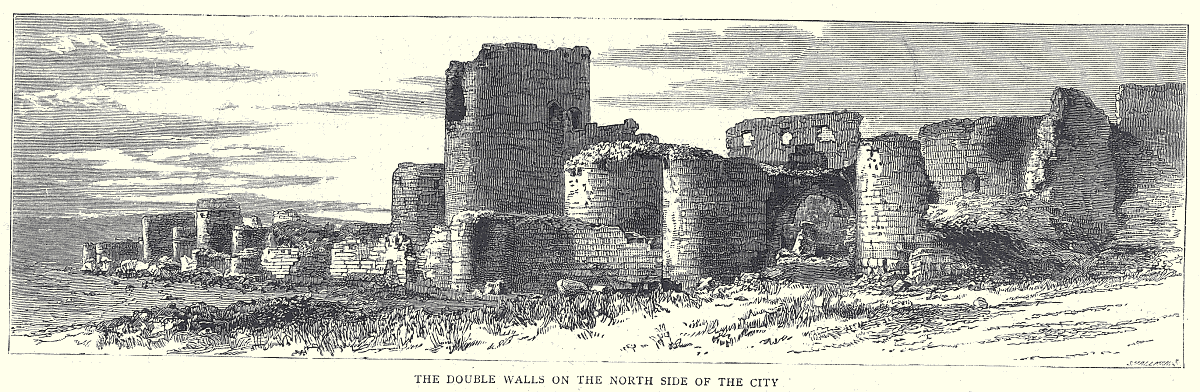
Grabado del de los restos de la ciudad.

Fue conquistada en 1064 por los ejércitos de los turcos selyúcidas bajo el mandato de Alp Arslan, quienes después de 25 días de asedio capturaron la ciudad y mataron a gran parte de su población. Según el historiador árabe Sibt Ibn al-Yawzi, el relato de un testigo decía así:

El ejército entró en la ciudad, masacró a sus habitantes, saquearon y quemaron, dejando todo en ruinas y tomando prisioneros a todos los que quedaron con vida... Los cadáveres eran tantos que bloquearon las calles; uno no puede ir a ninguna parte sin pasar por encima de ellos. Y el número de prisioneros no era menos de 50 000 almas. Yo estaba decidido a entrar en la ciudad y ver la destrucción con mis propios ojos. He intentado encontrar una calle en la que no tuviera que caminar sobre los cadáveres, pero eso era imposible.

En 1072 los selyúcidas vendieron Ani a los kurdos sahaddadidas, quienes en general siguieron una política de conciliación con la población mayoritariamente armenia y cristiana de la ciudad y varios de sus miembros contrajeron matrimonio con la nobleza de la dinastía Bagratuni. Cinco veces capturaron los georgianos la población de Ani entre 1125 y 1209. Fue saqueada por los mongoles en 1239, cuando mataron a gran parte de su población. En 1319, un terremoto terminó de destruirla, Tamerlán capturó Ani en la década de 1380 y a su muerte, el Kara Koyunlu recuperó el control, pero trasladó su capital a Ereván, aunque una pequeña población se mantuvo dentro de sus muros por lo menos hasta mediados del siglo xvii, pero el sitio fue abandonado en su totalidad en el siglo xviii.

### SiglosXIXyXX

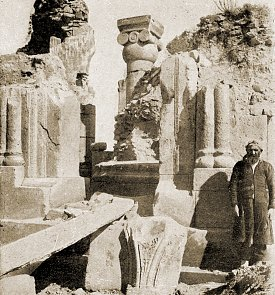
Entre 1905 y 1506, se efectuaron excavaciones arqueológicas en la iglesia de San Gregorio encabezadas por Nikolái Marr.

En la primera mitad del siglo xix, los viajeros europeos descubrieron Ani para el resto del mundo con la publicación de sus descripciones en revistas académicas y relatos de viaje. Los edificios privados eran poco más que un montón de piedras, pero se habían conservado grandes edificios públicos y la doble muralla y contaban con presentar «muchos puntos de gran belleza arquitectónica". El fotógrafo Ohannes Kurkdjian realizó imágenes estereoscópicas de Ani en la segunda mitad del siglo xix.
En 1878 bajo el imperio otomano, la región de Kars —incluyendo Ani— fue incorporada a la región Transcaucásica del imperio ruso.. Las primeras excavaciones arqueológicas se realizaron en Ani el año 1892, patrocinadas por la Academia de Ciencias de Rusia de San Petersburgo bajo la supervisión del arqueólogo y orientalista ruso Nikolái Marr. Las nuevas excavaciones se reanudaron en 1904 y continuaron anualmente hasta 1917, siempre bajo la dirección de Marr. Se excavaron grandes sectores de la ciudad y se descubrieron numerosos edificios. Los hallazgos se publicaron en revistas académicas, se escribieron guías de monumentos y de museos y todo el sitio fue examinado por primera vez. Se llevaron a cabo reparaciones de emergencia en los edificios que estaban en mayor peligro de derrumbe. Se creó un museo para albergar las decenas de miles de objetos encontrados durante los trabajos de excavación. Este museo se encuentra repartido entre dos edificios: la mezquita Minuchihr y otro de piedra construido especialmente. Los armenios de ciudades y pueblos vecinos también comenzaron a visitar la ciudad, y se llegó a hablar por parte de Marr de realizar una escuela para la educación de los niños armenios locales y la construcción de parques junto con la plantación de árboles para embellecer el lugar.
Durante las últimas etapas de la Primera Guerra Mundial, en 1918, los ejércitos del imperio otomano estaban luchando a través del territorio de la recién declarada República de Armenia, logrando la captura de Ani en abril de 1918. En esta ciudad se hicieron intentos para evacuar los objetos contenidos en el museo, cuando se supo que los soldados turcos estaban cerca de la población. El arqueólogo e historiador Ashkharbek Kalantar, que había participado en las campañas con Marr, consiguió retirar cerca de 6000 artefactos portátiles. A instancias de Josep Orbeli, los elementos guardados se consolidaron en una colección de museo, que forman parte del Museo de Historia de Armenia en Everán. Todo lo que se dejó fue saqueado o destruido más adelante. Tras la rendición de Turquía al final de la guerra, Ani pasó nuevamente al control armenio, pero una ofensiva contra la reanudación de la República de Armenia en 1920 dio lugar a una nueva captura de Ani por parte de Turquía, la firma en 1921 del Tratado de Kars formalizó la incorporación del territorio que contiene Ani dentro de la República de Turquía.
En mayo de 1921, el ministro de gobierno turco Rıza Nur ordenó al comandante del frente del este, Kazım Karabekir, que los monumentos de Ani debían «ser borrados de la faz de la tierra». en las memorias de Karabekir cuenta que se rechazó enérgicamente esta orden y que nunca se llevó a cabo, pero la limpieza de todo rastro de las excavaciones de Marr y la reparación de edificios que realizó, sugiere que la orden se cumplió parcialmente.

## Estado de Ani ensigloXXI

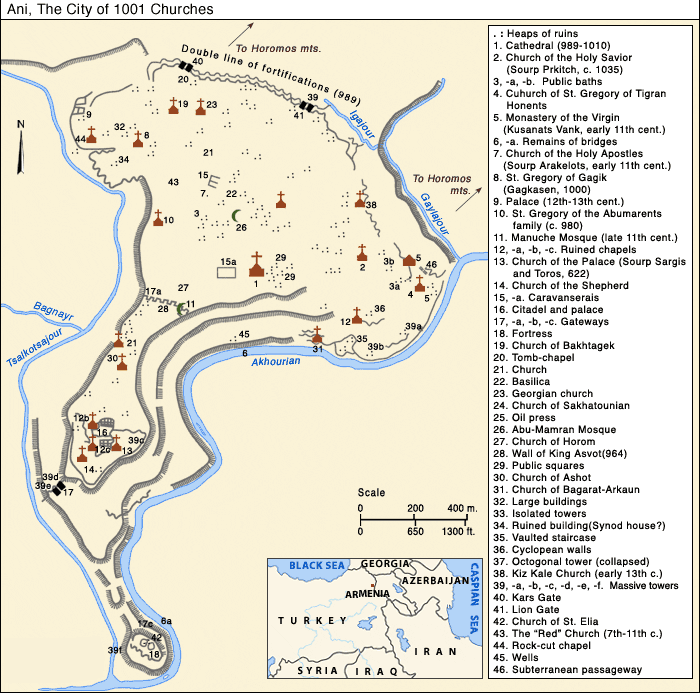
Plano de la ciudad.

De acuerdo con las editoras de guías de viaje Lonely Planet y Frommer, para los viajes a Turquía:

Ya no es necesario el permiso oficial para visitar Ani. Únicamente tienes que ir a Ani y comprar un billete. Si no dispones de vehículo propio, regatear con un conductor de taxi o minibús en Kars para la ida y vuelta a Ani, tal vez compartir el coste con otros viajeros. Si tienes problemas, la oficina de turismo puede ayudar. Hay que tener un plan al menos medio día en Ani. No es una mala idea llevar un picnic y una botella de agua.

Según The Economist, los armenios han acusado a los turcos de descuidar el lugar en un espíritu de chovinismo. Los turcos replican que los restos de Ani han sido explosionados por una cantera en la parte armenia de la frontera.
Otro comentarista explicó: Ani es ahora una ciudad fantasma, deshabitada durante más de tres siglos y abandonada dentro de una zona militar turca en descomposición, cierra la frontera con la moderna República de Armenia. La historia reciente de Ani ha sido de una destrucción continua y siempre en aumento. Por negligencia, terremotos, limpieza cultural, vandalismo, explotación de canteras, restauraciones y excavaciones por aficionados, todo esto y más han cobrado precio en los monumentos de Ani.
La estimación de la Fundación Puntos de referencia —organización sin ánimo de lucro establecida para la protección de lugares sagrados—,

esta ciudad necesita ser protegida independientemente de bajo la jurisdicción en que se encuentre. Los terremotos de 1319, 1832 y 1986, la práctica del ejército en ese destino y el descuido general de todos, han tenido efectos devastadores sobre la arquitectura de la ciudad, la ciudad de Ani es un lugar sagrado que necesita protección.

Las autoridades de Turquía afirmaron que van hacer todo lo posible para conservar y desarrollar el sitio, el Ministerio de Cultura ha enumerado a la ciudad de Ani entre los sitios que es más urgente su conservación. En palabras de Mehmet Ufuk Erden, gobernador local: «Al restaurar Ani, vamos a hacer una contribución a la humanidad... Vamos a empezar con una iglesia y una mezquita, y con el tiempo vamos a incluir todos y cada uno de sus monumentos».
En un informe de 2010 titulado «salvar nuestro patrimonio», Global Heritage Fund identificó a Ani como uno de los doce sitios en todo el mundo «al borde» de una pérdida irreparable y la destrucción, citando la gestión insuficiente y el saqueo como causas primarias.
El World Monuments Fund coloca a Ani en sus listas de 1996, 1998 y 2000  entre los 100 sitios que están en mayor peligro de extinción. En mayo de 2011 esta fundación anunció que comenzaba el trabajo de conservación de la catedral y de la iglesia del Santo Redentor en colaboración con el Ministerio de Cultura de Turquía.
En marzo de 2015 se informó que Turquía designaría a Ani para ser catalogada como Patrimonio de la Humanidad de la UNESCO en el 2016. El sitio arqueológico de Ani fue inscrito como Patrimonio de la Humanidad por la UNESCO en 15 de julio de 2016. De acuerdo con el historiador de arte Heghnar Zaitian Watenpaugh, la adición «aseguraría beneficios significativos en la protección, la experiencia en investigación y la financiación».

## Monumentos
Todas las estructuras de Ani fueron construidas en la piedra local de basalto volcánico, una especie de piedra de toba. Es fácil de tallar y viene en una variedad de colores vibrantes, desde el color amarillo cremoso, a rosa-rojo, al negro azabache. Los monumentos que sobreviven más importantes son los siguientes.

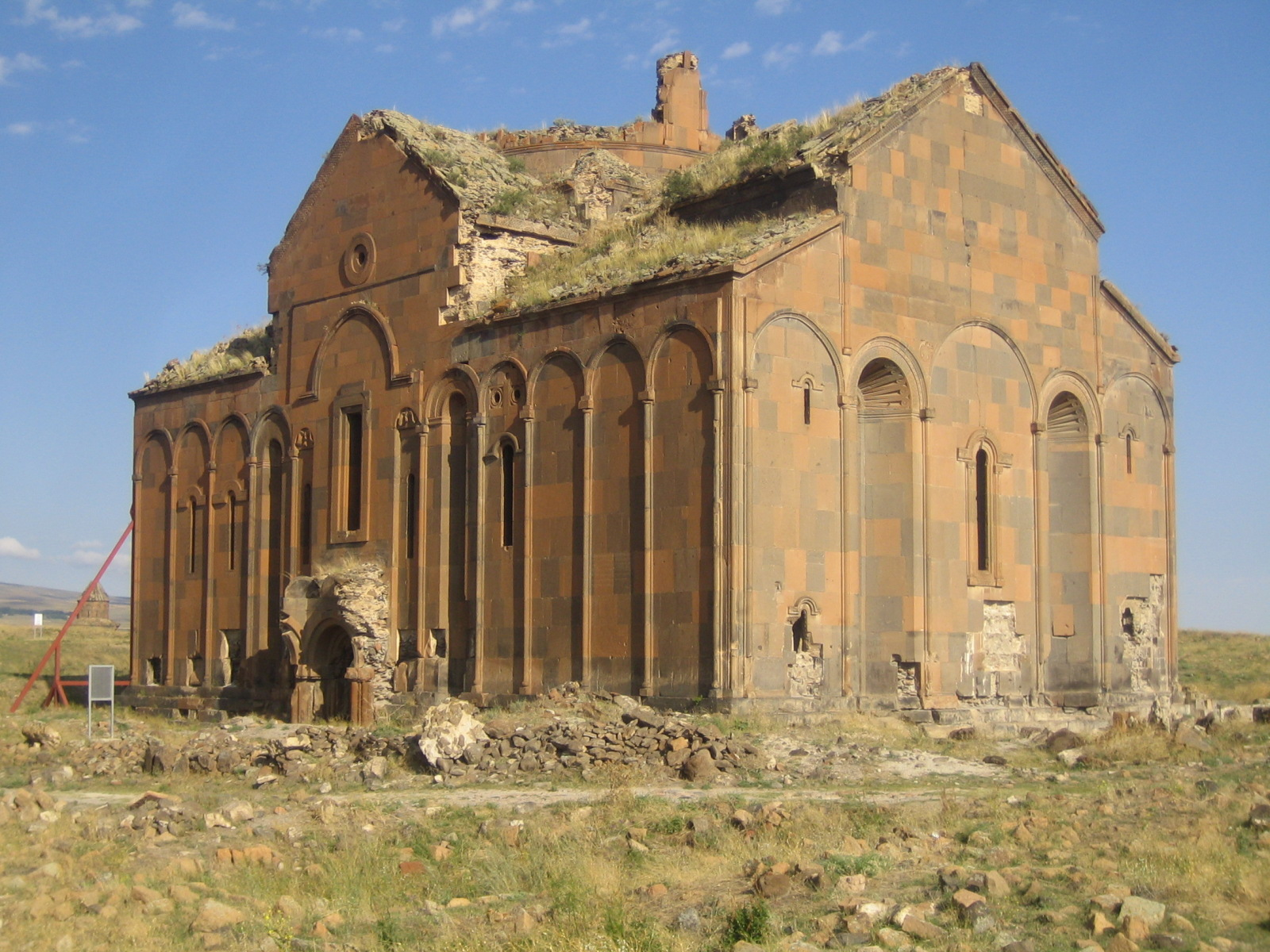
Catedral de Ani

### La catedral
También conocida como Surp Asdvadzadzin (la iglesia de la Santa Madre de Dios), su construcción se inició en el año 989, bajo el rey Sembat II Tierezakal. El trabajo se detuvo después de su muerte, y se terminó en 1001 o en el año 1010 según otra lectura de la inscripción del edificio. El diseño de la catedral fue obra de Trdat, el arquitecto más famoso de Armenia medieval. La catedral es una basílica con cúpula —el domo se derrumbó en 1319 a causa de un terremoto—. El interior contiene varias características progresistas, como el uso de arcos de medio punto y pilares agrupados que dan la apariencia de arquitectura gótica —un estilo que la catedral de Ani es anterior en varios siglos—.

### Iglesia de Georgia
|                                             |
| Antigua fotografía de la iglesia de Georgia |

|                                    |
| Iglesia de Georgia, en el año 2011 |

No existe ninguna inscripción que indique la fecha de su construcción, pero hay un edicto en georgiano de la fecha de 1218 de un sermón realizado por Grigor, arzobispo de Ani y por el emir-gobernador Vahram. La iglesia fue referida como «Georgia». Durante este período la denominación Georgia no significaba únicamente origen georgiano, sino que así se designaba a todos los habitantes de Ani que profesaban la fe de Calcedonia, en su mayoría armenios. La iglesia constituía una gran planta rectangular sin cúpula y con tejado a dos aguas, el interior constaba de una sola nave y la cabecera con un ábside semicircular, en los arcos más próximos al ábside se encuentran unos restos de relieves escultóricos representando las escenas de la Anunciación y de la Visitación.

### La iglesia de San Gregorio de Tigran Honents
Esta iglesia, terminada en 1215, es el monumento mejor conservado en Ani. Fue construida durante el gobierno de los príncipes Zakarids y encargada por el rico comerciante armenio Tigran Honents. Su planta es de la tipología llamada sala abovedada. Delante de la entrada se encuentran las ruinas de un nártex y una pequeña capilla que pertenecen a un período un poco más tardío. El exterior de la iglesia está decorada de forma espectacular. Tallas de piedra de animales reales e imaginarios llenan las enjutas entre la arquería ciega que corre alrededor de los cuatro lados de la iglesia. El interior contiene una importante y única serie de frescos que representan los ciclos de dos temas principales. En el tercio oriental de la iglesia se representa la vida de san Gregorio el Iluminador, en el tercio medio de la iglesia la vida de Cristo. Tales ciclos de frescos extensos son poco comunes en la arquitectura armenia, se cree que fueron ejecutados por artistas de Georgia, y el ciclo también incluye escenas de la vida de san Nino, que se convirtió al cristianismo. En el atrio y su capilla sobreviven fragmentos de frescos que son más de estilo bizantinos.

#### Galería de San Gregorio

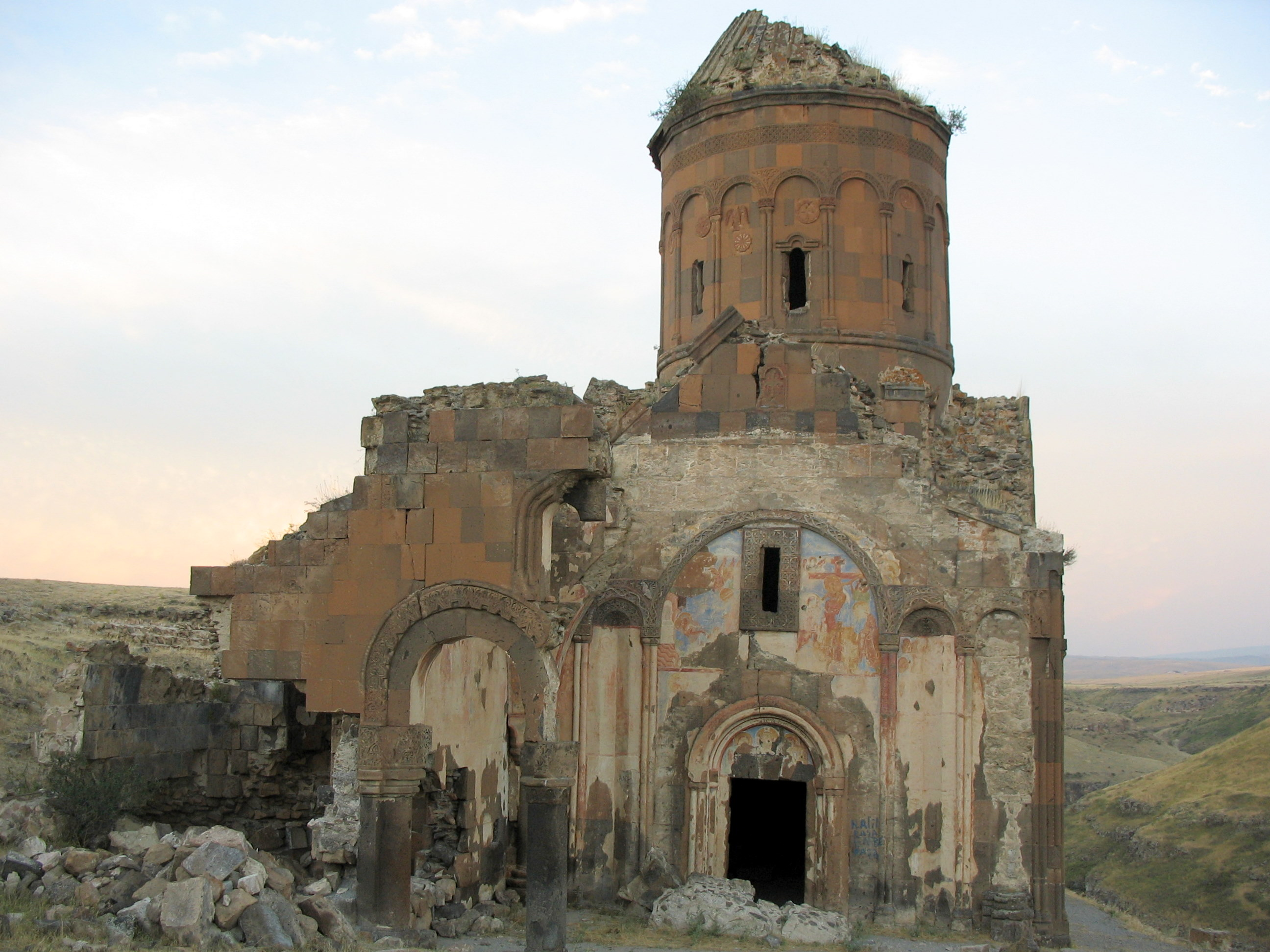
Fachada occidental
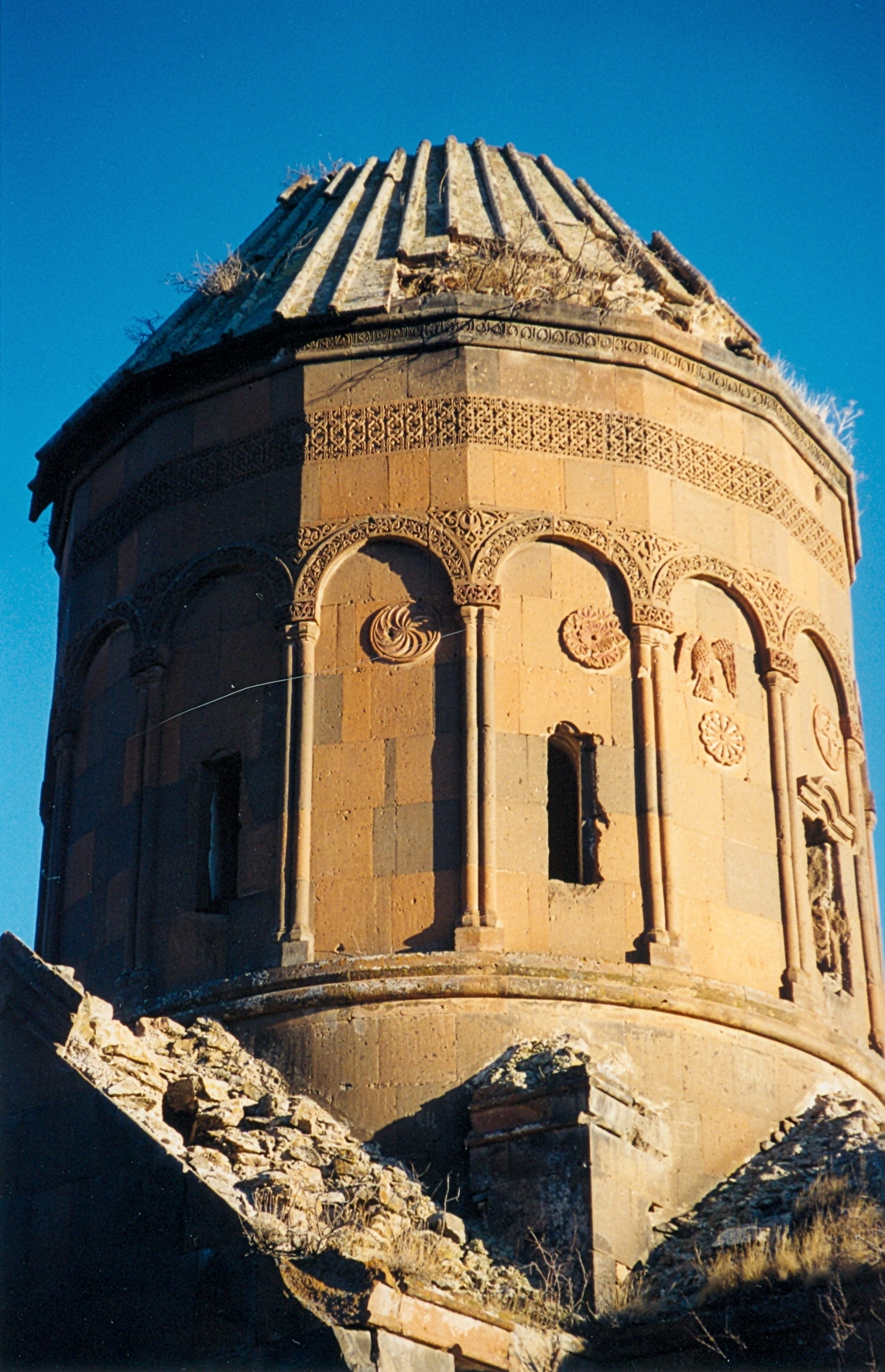
Tambor y cúpula.
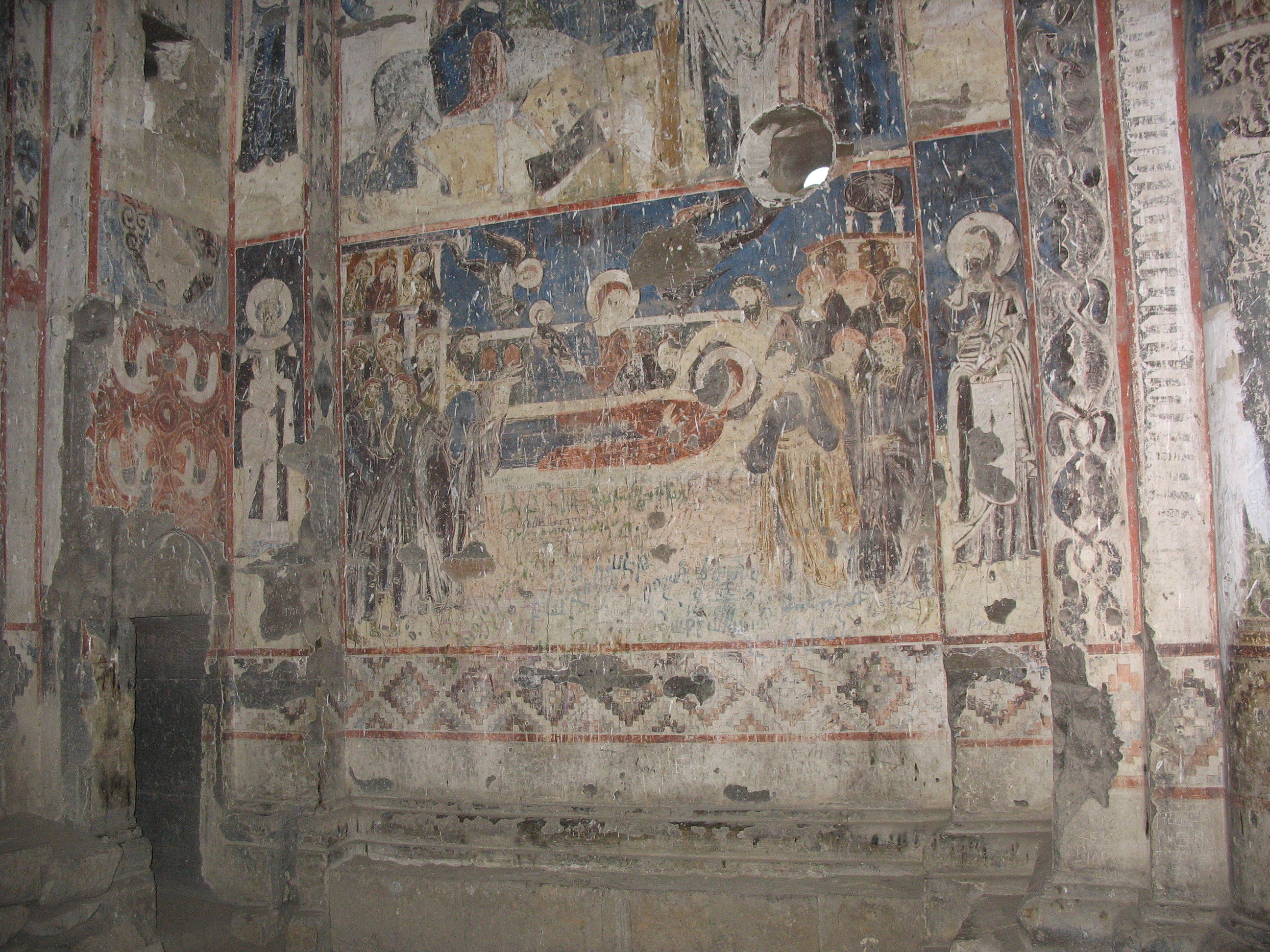
Frescos representando la Dormición
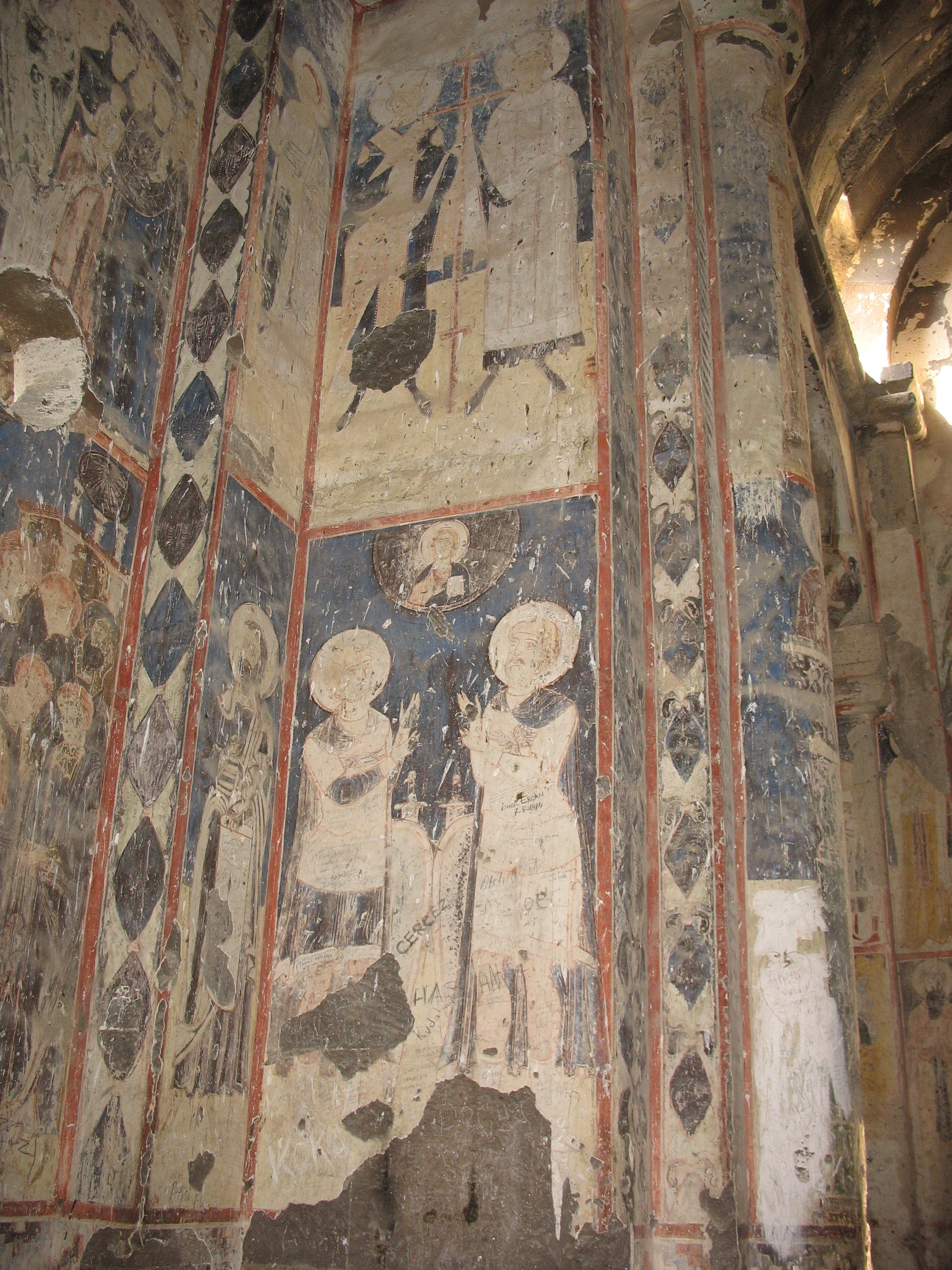
Frescos
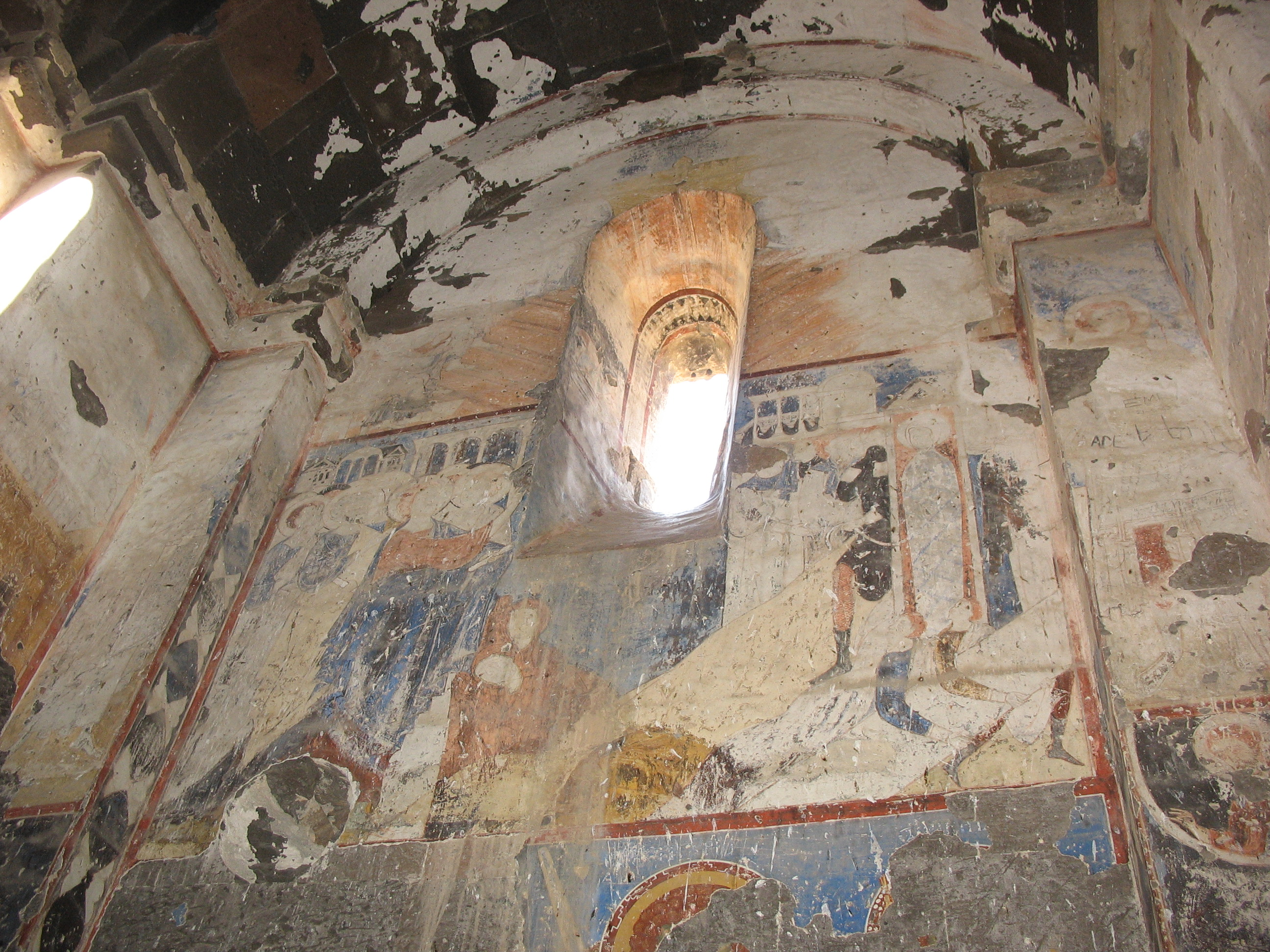
Frescos a la Resurrección de Lázaro.

### Iglesia del Redentor

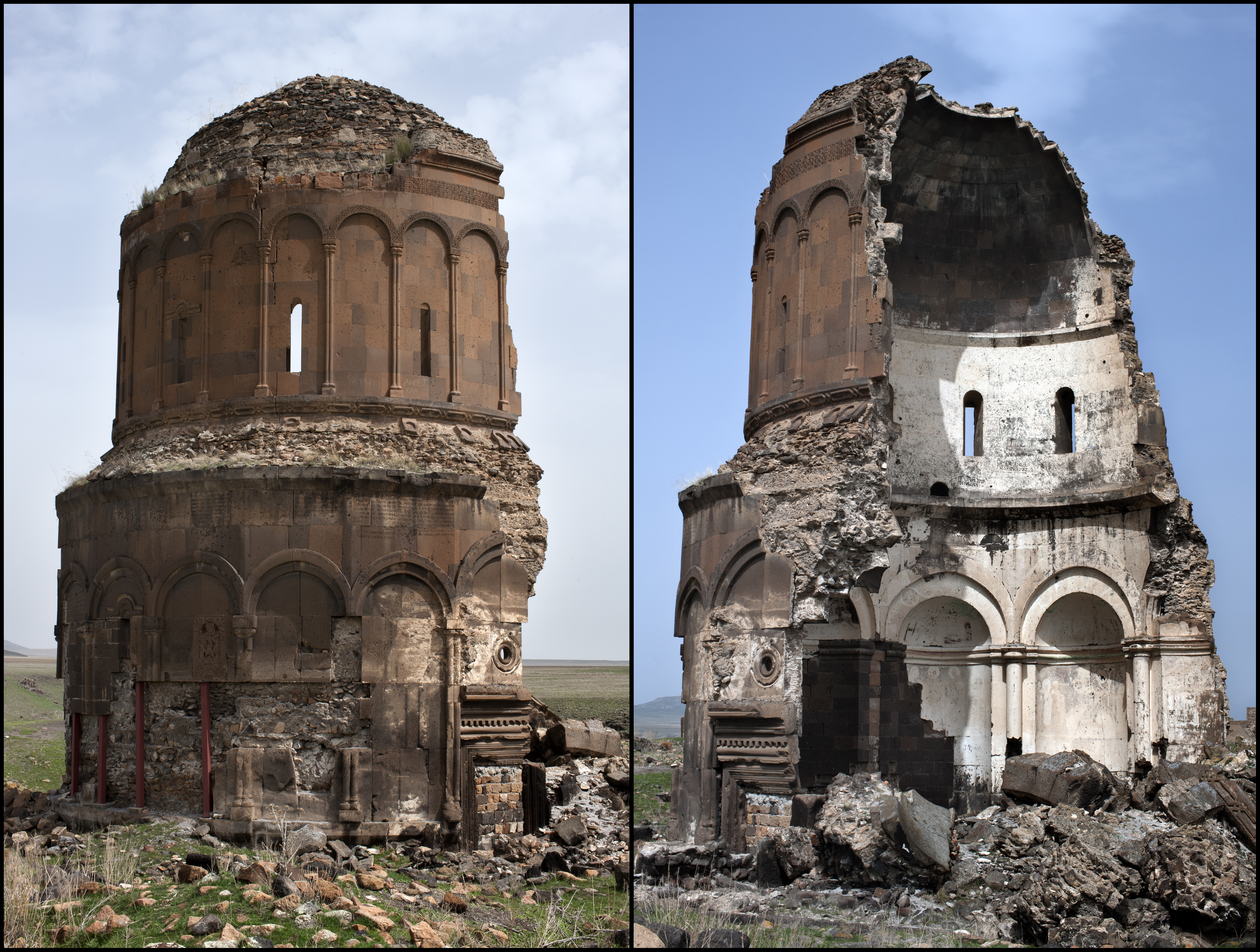
Dos vistas de la iglesia del Redentor

Llamada también iglesia del Salvador, fue terminada poco después del año 1035. De planta circular, presentaba un diseño en la parte exterior de polígono con 19 caras. Internamente, constaba de ocho ábsides además del central que era mucho mayor, se cubría con una enorme cúpula central asentada sobre un tambor de forma circular y tenía a su alrededor doce estrechas ventanas para conseguir luz exterior. En los ábsides se conservan algunos fragmentos de frescos sobre la vida de Cristo y los evangelistas, probablemente realizados a finales del siglo xiii. Fue construida por el príncipe Ablgharib Pahlavid para albergar un fragmento de la Vera Cruz. La iglesia permaneció en gran parte intacta hasta 1957, cuando toda la mitad oriental se derrumbó durante una tormenta, más tarde durante un terremoto de 1988 volvió a sufrir diversos daños.

### Iglesia de San Gregorio de Abughamrents

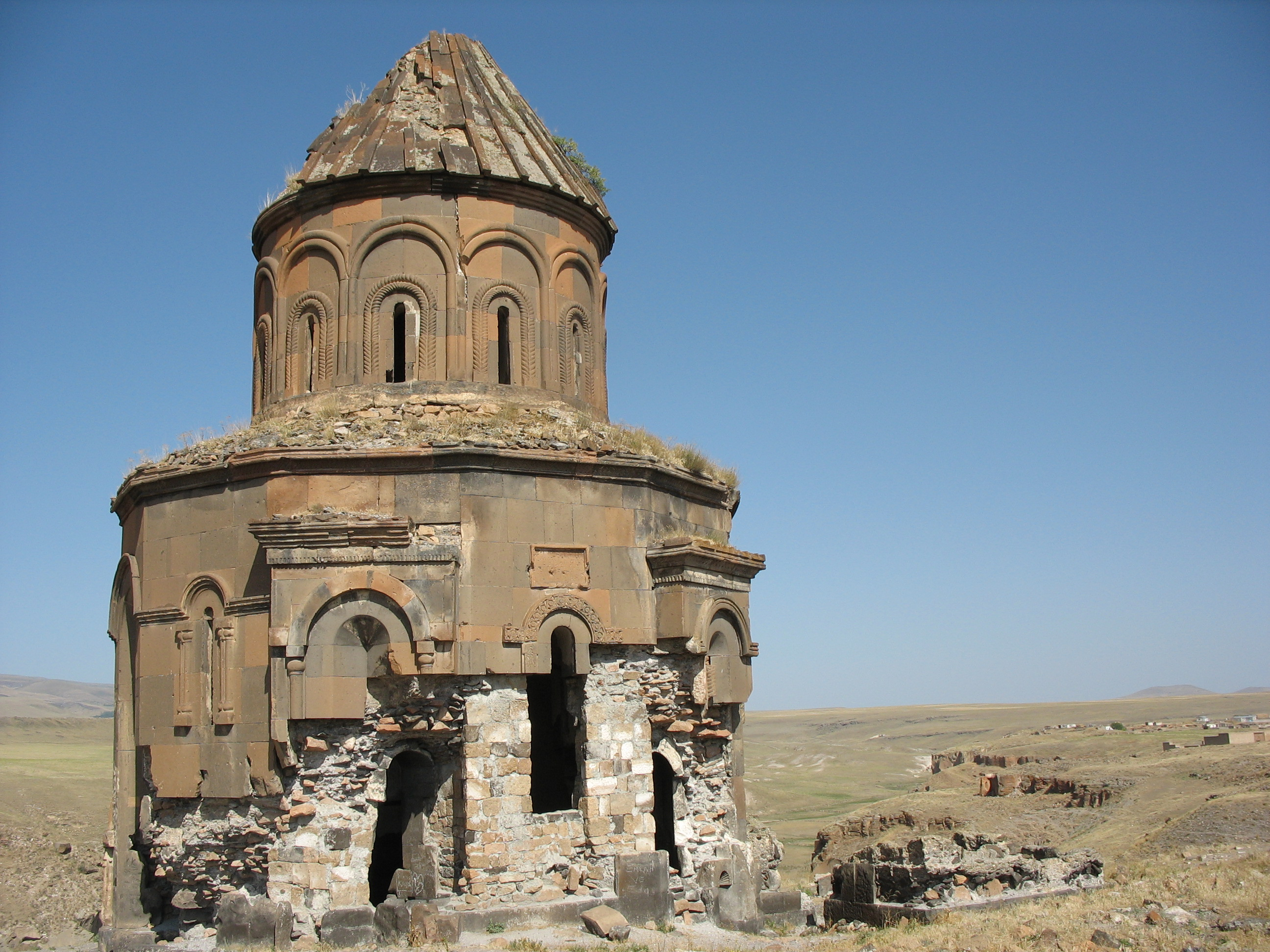
Vista antes de su restauración

Este pequeño edificio data probablemente de finales del siglo x y fue dedicada a san Gregorio I el Iluminador, evangelizador de Armenia. Fue construido como una capilla privada para la familia Pahlavuni y de acuerdo con una inscripción en el tímpano de la portada para la salvación del alma de su hijo Abougraments, que dio nombre al edificio. Su mausoleo, construido en el año 1040 y ahora reducido a sus cimientos, se construyó en el lado norte de la iglesia. El templo tiene una planta centralizada hexagonal, con una cúpula sobre un tambor, rodeada de seis ábsides, donde todavía pueden apreciarse el resto de pinturas murales. En el exterior presenta seis nichos alternándose con seis ventanas, con la entrada situada al suroeste.

### Iglesia del rey Gagik de San Gregorio

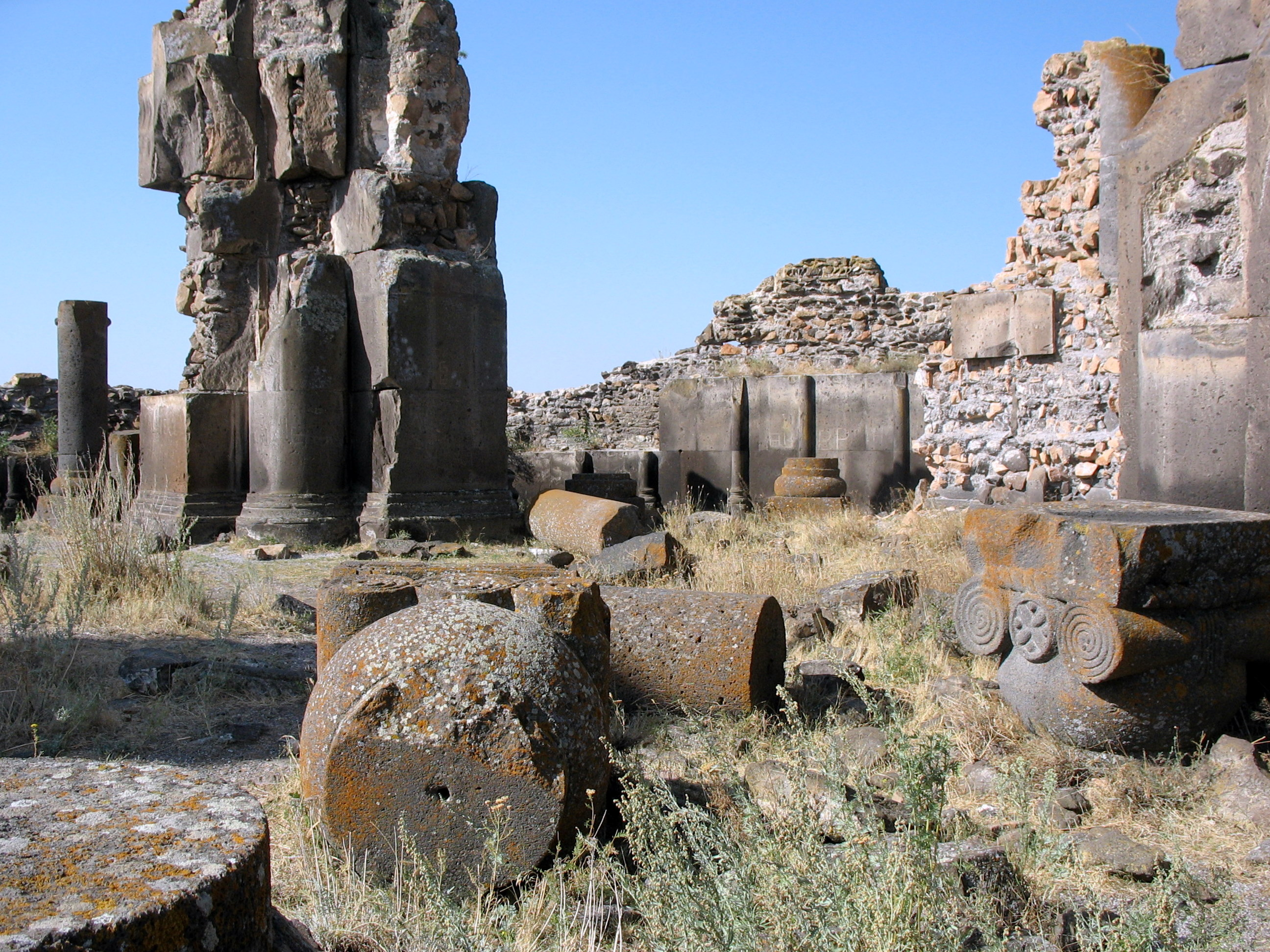
Ruinas de la iglesia del rey Gagik de San Gregorio

También conocida como el «Gagikashen», esta iglesia fue construida entre los años 1001 y 1005, y destinada a ser una recreación de la catedral de Zvartnots en Vagharshapat. Nikolái Marr puso al descubierto los cimientos del edificio durante sus excavaciones de los años 1905 y 1906, entre los objetos encontrados se encontró una escultura del rey Gagik con la ofrenda del edificio entre sus manos, tenía una altura de 2,25 metros y estaba colocada en la fachada norte dentro de una hornacina. Esta escultura se perdió durante la Primera Guerra Mundial, y únicamente un fragmento de la parte superior del rey Gagik ha podido ser conservado y se encuentra en el museo de Erzurum.
Antes de eso, todo lo que era visible en el sitio era un enorme montículo de tierra. El diseñador de la iglesia fue el arquitecto Trdat, el mismo que construyó la catedral de Ani. La iglesia es conocida por haberse derruido en un tiempo relativamente corto después de su construcción y las casas fueron posteriormente construidas en la parte superior de sus ruinas, utilizando algunas de las piedras de la iglesia. El diseño de Trdat sigue de cerca la de Zvartnotz en su tamaño y en su planta, un núcleo rodeado por un trébol de cuatro hojas con deambulatorio circular.

### Iglesia de los Santos Apóstoles

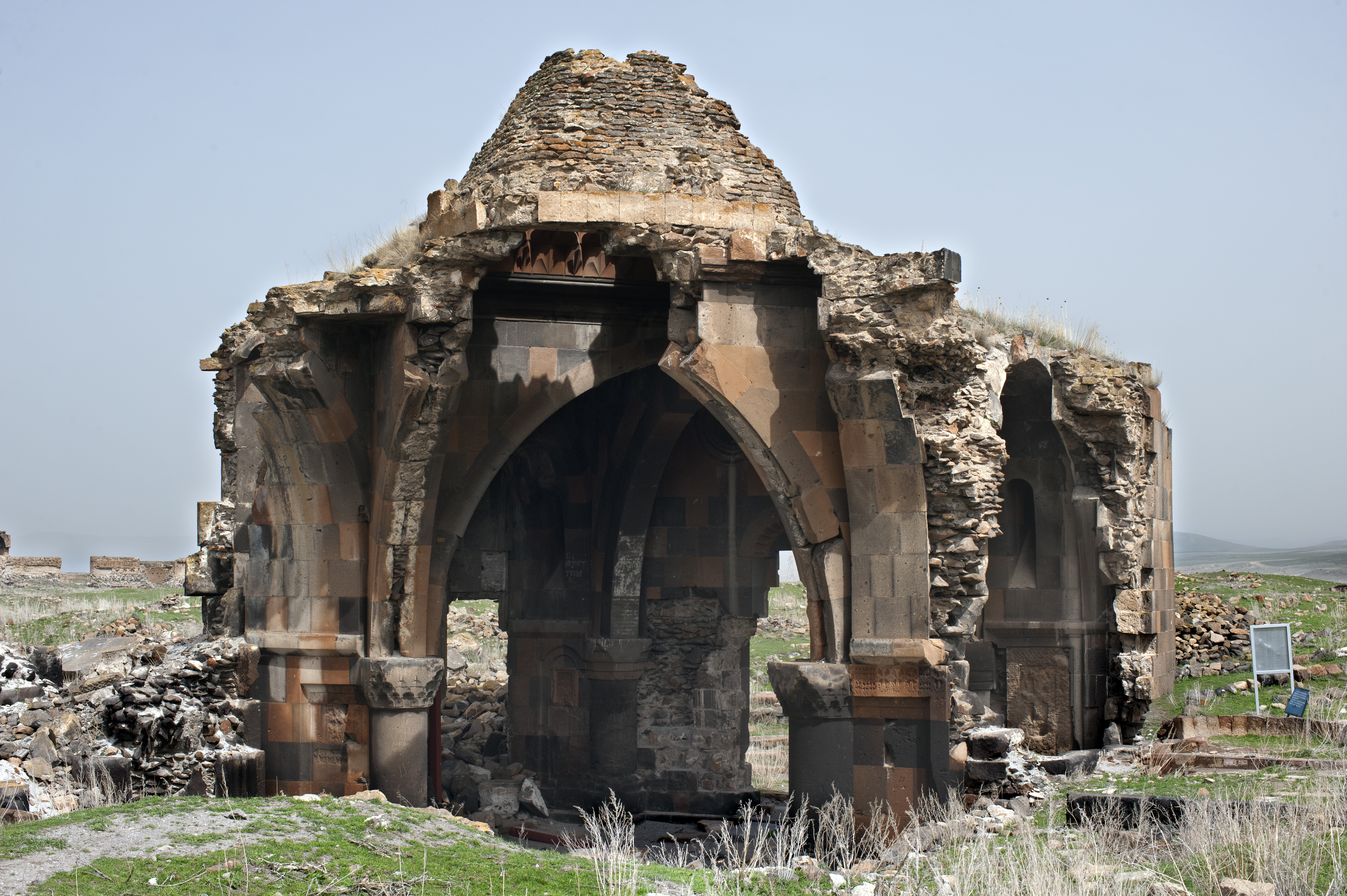
Iglesia de los Santos Apóstoles

La fecha de su construcción no se conoce, pero la inscripción fechada más temprana en sus paredes es de 1031. Fue fundada por la familia Pahlavuni y utilizada por los arzobispos de Ani, muchos de ellos pertenecientes esta dinastía. Tiene una planta de un tipo llamado «trébol de cuatro hojas». Quedan únicamente fragmentos de la iglesia, un nártex con mampostería espectacular, construido en el lado sur de la iglesia, se encuentra todavía parcialmente intacto, está datado de principios del siglo xiii, en los muros del pórtico sur hay numerosas inscripciones armenias, la primera del año 1215 y la última del 1348, con decretos sobre cuestiones políticas y de impuestos y gravámenes comerciales que demuestran la importancia económica de Ani en esa época. Hay restos de un gran número de otras salas, capillas y santuarios que rodearon a esta iglesia. Nikólai Marr excavó sus cimientos en 1909, pero están ahora en su mayoría destruidos.

### Mezquita de Manuchihr

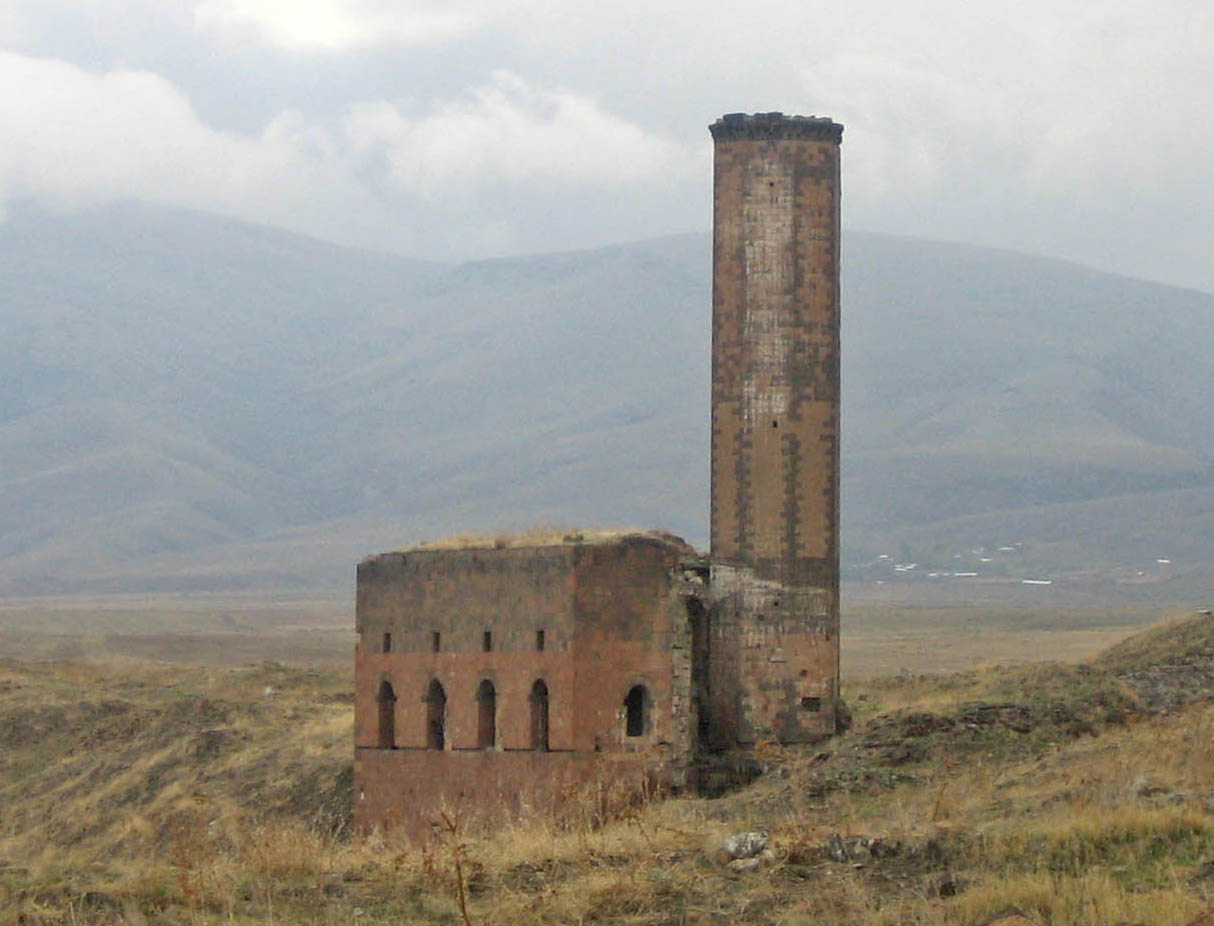
Mezquita de Manuchihr

La mezquita tiene el nombre de su presunto fundador, Manuchihr, el primer miembro de la dinastía Shaddadida —de origen turco y emparentada con la dinastía Bagratuni— que gobernó en Ani después de 1072. La parte más antigua sobreviviente de la mezquita es su minarete todavía intacto, por una escalera de caracol interior se llega a la parte superior. Tiene la palabra árabe «Bismillah» ("En el nombre de Dios") en escritura cúfica en la parte alta de su cara norte. La sala de oración, la mitad de la cual sobrevive, data de un período posterior, siglo xii o xiii, contenía cinco grandes ventanas, una con un arco conopial y las otras cuatro con arcos de medio punto, por encima de ellas se encontraban otras pequeñas aberturas rectangulares. En 1906, la mezquita fue reparada parcialmente a fin de utilizarla como un museo público que contuviese objetos encontrados durante las excavaciones de Marr.

### La fortaleza

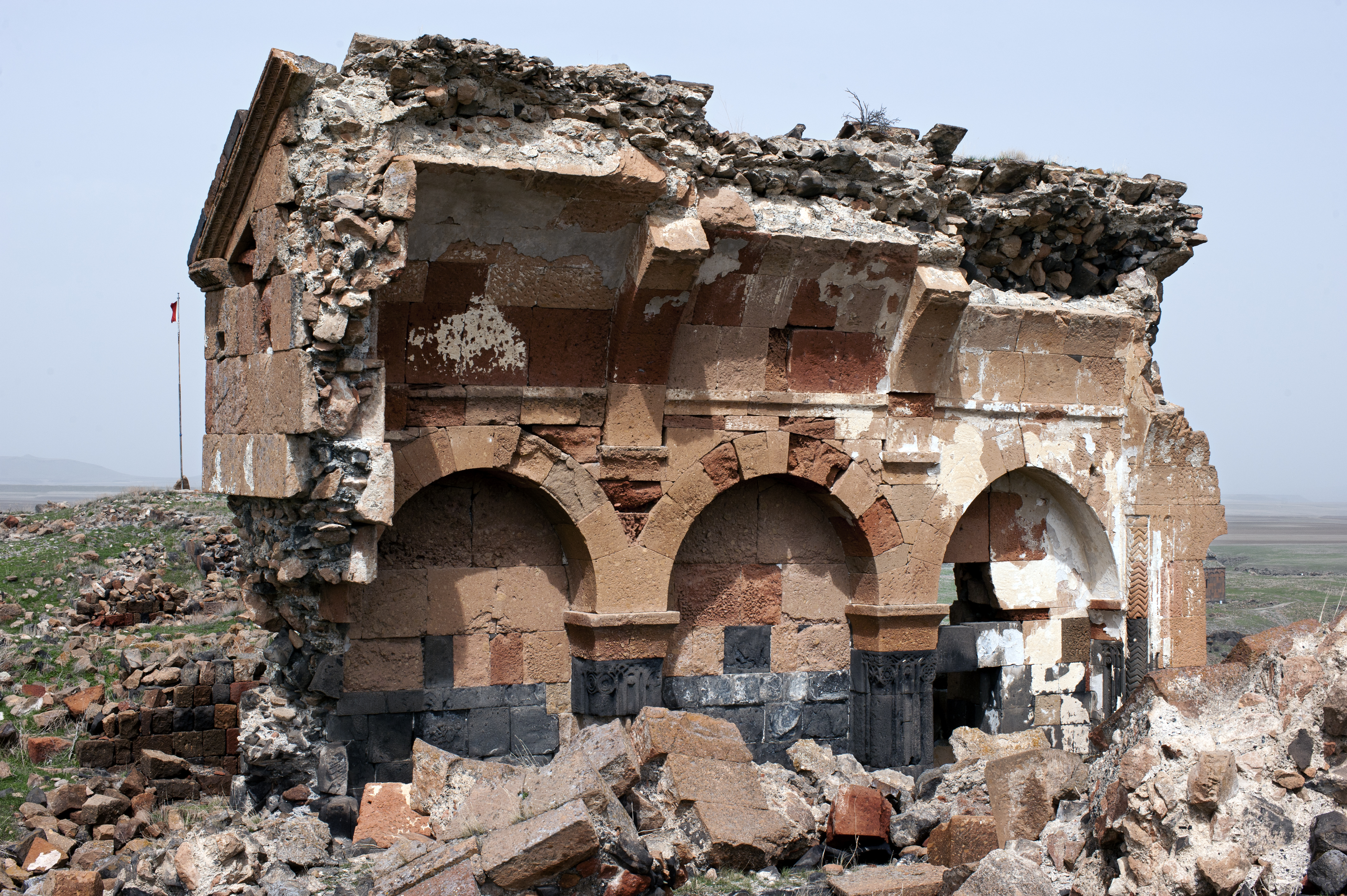
Ruinas de la ciudadela

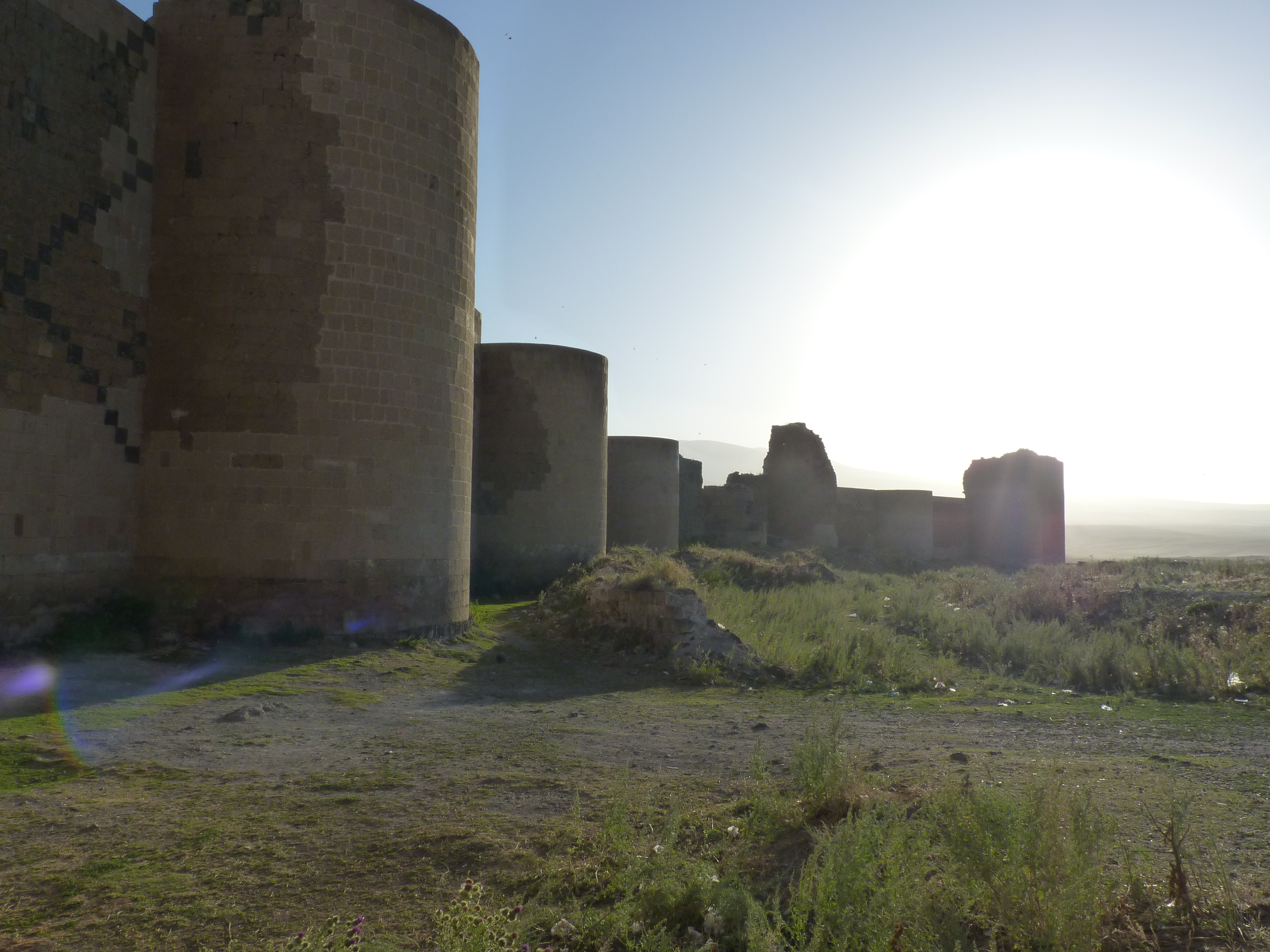
Murallas de Ani

En la cima plana de una colina, situada en el extremo sur de Ani, conocida como Midjnaberd («fortaleza interior»), tiene sus propias murallas defensivas que datan del período en el cual la dinastía Kamsarakan gobernó en Ani (siglo VII). Nikolái Marr excavó la colina de la ciudadela en 1908 y 1909, donde descubrió extensas ruinas del palacio de los reyes de Bagratuni de Ani que ocuparon la parte más alta de la colina. También dentro de la ciudadela son visibles las ruinas de tres iglesias y varios edificios no identificados. Una de las iglesias, la «iglesia del palacio» es la más antigua de Ani, que data del siglo vi o vii. Marr llevó a cabo reparaciones de emergencia en esta iglesia, pero la mayor parte se ha derrumbado —probablemente durante el terremoto de 1966—.
Una línea de muros para la defensa de Ani rodeaba toda la ciudad. Las más poderosas murallas defensivas se encontraban a lo largo del lado norte de la ciudad, la única parte que no estaba protegida por ríos o barrancos. En este lugar la ciudad estaba protegida por una doble línea de muros, la pared interna mucho más alta y salpicada con numerosas grandes torres semicirculares,poco espaciadas y en su mayoría más altas que los muros. Cronistas de la época escribieron que el rey Sembat (977-989) construyó estas murallas. Gobernantes posteriores reforzaron los muros haciéndolos más altos y gruesos y mediante la adicción de más torres. En inscripciones armenias de los siglos xii y xiii dictaminan que personas particulares pagaron la construcción de estas torres nuevas. En la parte norte hubo tres pasarelas, conocidas como la Puerta de los Leones, la Puerta de Kars y la puerta de Dvin —también conocida como la Puerta de «Tablero de Damas» debido a un panel de cuadrados de piedra de color rojo y negro sobre su entrada—.

### Monasterio de las Vírgenes

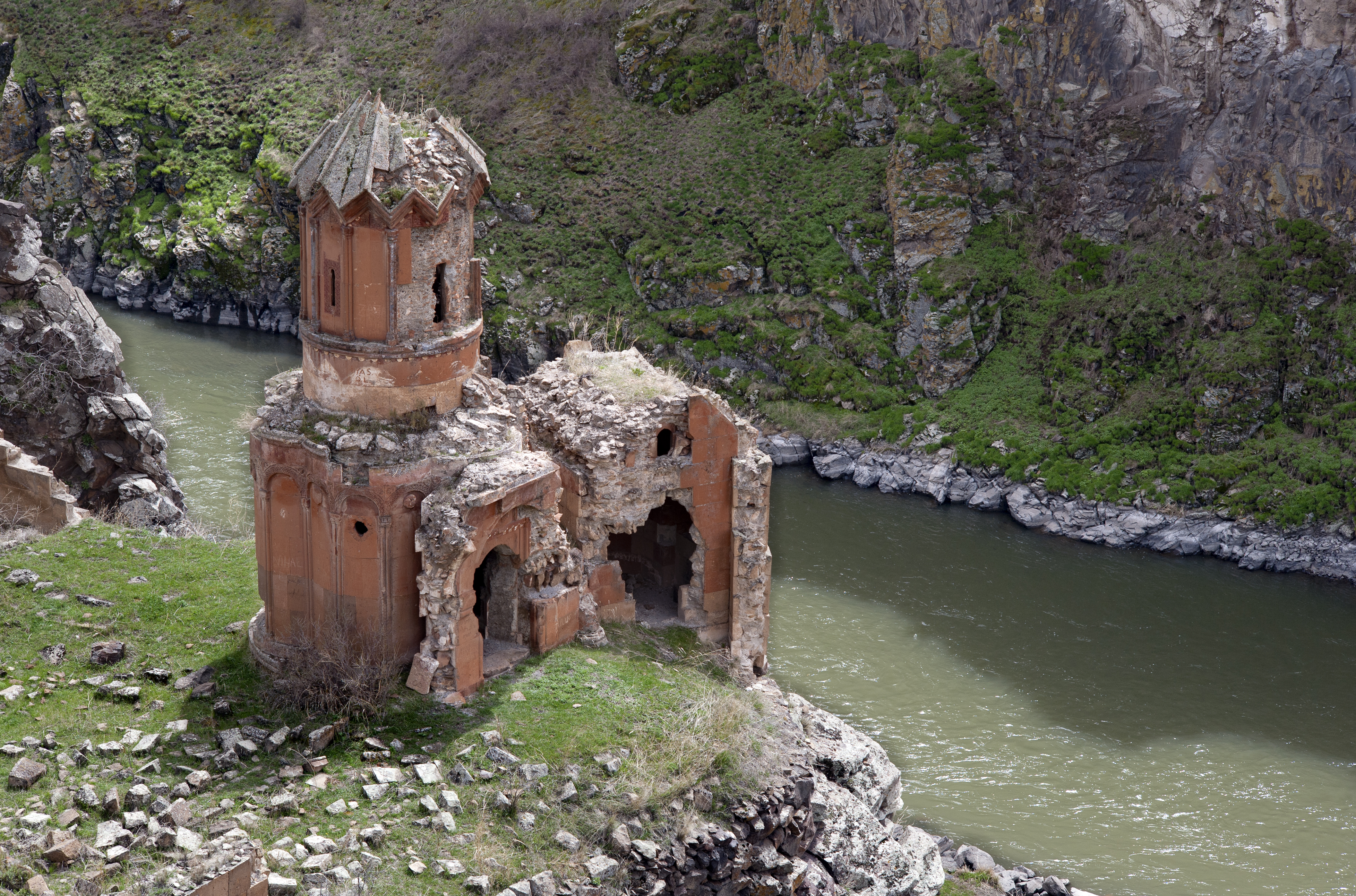
Monasterio de las Vírgenes

En el interior del recinto amurallado se encuentran varios restos de otros edificios, entre ellos el del antiguo monasterio de las Vírgenes, situado sobre un promontorio rocoso junto al río Akhurian. Está datada entre los siglos xi y xiii. El interior consta de una planta circular con seis pequeños ábsides, por encima de su parte central se alza un tambor cilíndrico con cúpula cuya característica más original la forma de su tejado realizado en forma de paraguas a medio abrir, lo resigue una moldura en forma de zig-zag con adornos en la piedra tallados en su parte inferior. En la parte exterior del muro de los ábsides de la iglesia presenta una arcada ciega a todo su alrededor, cada arco presenta una decoración entrelazada diferente.